# Ophiocentrus inaequalis
Ophiocentrus inaequalis är en ormstjärneart som först beskrevs av Hubert Lyman Clark 1915.  Ophiocentrus inaequalis ingår i släktet Ophiocentrus och familjen trådormstjärnor.
Artens utbredningsområde är Madagaskar. Inga underarter finns listade i Catalogue of Life.